# Ernesto I di Sassonia-Gotha-Altenburg
Ernesto I di Sassonia-Gotha-Altenburg, detto il Pio (Altenburg, 25 dicembre 1601 – Castello di Friedenstein, 26 marzo 1675), fu duca di Sassonia-Gotha e, attraverso il matrimonio, divenne duca di Sassonia-Altenburg. Era il nono dei figli di Giovanni di Sassonia-Weimar (1570 – 1605)  e di Dorotea Maria di Anhalt (1570 – 1617) (il sesto sopravvissuto). Sua madre era nipote di Cristoforo di Württemberg e pronipote di Ulrico di Württemberg.

## Biografia

### Giovinezza e ascesa
Orfano del padre in tenera età e della madre in adolescenza, egli venne cresciuto in ristrettezze, acquisendo raffinatezza ma non prestanza. Fu riconosciuto come uno dei Principi più clementi del suo tempo. Come uomo di governo venne riconosciuto come un abile principe, interessato alle faccende di stato, introducendo un'epoca d'oro dopo i clamori della guerra dei trent'anni. 

### Regno
D'altro canto la sua parsimonia nella spesa pubblica, che non escluse comunque generosità e donazioni da parte sua al suo popolo, risollevò le sue terre dai debiti, lasciando alla sua morte una considerevole somma di denaro, e ridusse le tasse. La sicurezza pubblica e l'incorruttibilità della giustizia godettero di sua particolare predilezione, e la sua correttezza servì da modello a molti altri stati.
Al contrario, il popolo fu deluso per la sua scarsa attenzione alla pratica della "caccia alle streghe", estremamente diffusa in quell'epoca, alla quale Ernesto non credeva ritenendola una mera superstizione. Egli impedì i duelli e stabilì la pena di morte solo per gli assassini.
Nel 1640, in accordo del trattato di ripartizione con i suoi fratelli, Ernesto ricevette la regione di Gotha.
Le sue leggi non furono concepite sulla moderna concezione della libertà dell'uomo; esse si preoccupavano di tutta la vita sociale del paese, dai vestiti al mantenimento di cucine e cantine. Questa regolamentazione promosse l'agricoltura, il commercio, l'istruzione e le arti. Il suo palazzo di Friedenstein, a Gotha, venne ricostruito e le collezioni che ancora oggi vi si trovano sono state volute principalmente da Ernesto I; la sua biblioteca divenne una delle più grandi della Germania. Le chiese vennero ricostruite e, secondo il suo Schulmethodus del 1642, Ernesto divenne il padre della moderna istruzione. Era detto popolare che i suoi contadini fossero meglio istruiti di quelli di molte altre città o di alcuni nobili tedeschi, ed alla sua morte, si disse, non vi era alcun analfabeta nelle sue terre. Egli costruì un ginnasio a Gotha, una scuola modello che attrasse allievi non solo dalla Germania, ma anche da Svezia, Russia, Polonia e Ungheria. In questo modo promosse l'Università di Jena, incrementandone i fondi e regolandone gli studi, forse con eccessiva attenzione alle materie religiose. Eguale zelo manifestò negli affari della chiesa, che gli fecero guadagnare l'appellativo di Ernesto il Pio; un grosso problema fu la demoralizzazione generale causata dalla guerra. La Bibbia era la sua lettura quotidiana e cercò come tale di diffonderla presso il suo popolo, all'insegna della più stretta aderenza al luteranesimo. L'istruzione religiosa, consistente in esercizi di catechismo, veniva propinata sino ad età avanzata. Il sistema di Ernesto lo mantenne sempre in buona considerazione; tali riforme, modificate ed ampliate, continuano in parte ad esistere.
I suoi supporti al protestantesimo non si concentrarono esclusivamente nelle proprie terre. Egli intercedette presso l'imperatore per i propri compagni di religione austriaci, con l'intenzione di stabilirli a Gotha. Egli divenne un benefattore della Chiesa Luterana Evangelica di Germania a Mosca ed entrò in relazioni d'amicizia con gli zar. Inviò inoltre una spedizione in Abissinia con l'intento di diffondervi il cristianesimo, ma questo suo progetto fallì. Il suo ruolo nella famiglia è, in piccolo, quello del governo che adottò per le sue terre; a corte prevaleva la più stretta disciplina. La sua vita fu semplice ed industriosa, regolata in ogni risvolto dagli esercizi religiosi. Vennero aggiunte regole su regole. Non fu tralasciato alcun dettaglio che potesse formare fisicamente, intellettualmente e spiritualmente i suoi figli, e la loro educazione religiosa fu portata quasi all'eccesso. Alla sua morte, saranno i figli stessi a soprannominarlo padre e salvatore del suo popolo. Oliver Cromwell lo annoverò come uno dei principi più sagaci del suo tempo; in lui era incarnata l'idea del Principe protestante patriarcale e del governatore cristiano dello stato e della chiesa.

### Matrimonio
Ad Altenburg, il 24 ottobre 1636, Ernesto sposò la cugina Elisabetta Sofia di Sassonia-Altenburg. Con questo matrimonio i ducati di Sassonia-Gotha e di Sassonia-Altenburg vennero unificati allorché l'ultimo duca (cugino di Elisabetta) morì senza eredi nel 1672. Ernesto ed Elisabetta Sofia ebbero diciotto figli.
Il loro primo figlio, Federico, ereditò il titolo. Sua nipote (figlia del proprio figlio), Anna Sofia di Sassonia-Gotha-Altenburg, fu antenata in via materna dello Zar Nicola II di Russia. Il suo figlio più giovane fu padre di Francesco Giosea di Sassonia-Coburgo-Saalfeld.

## Discendenza
Su 18 figli avuti dal matrimonio, gli sopravvissero sette maschi e due femmine. Dopo la morte del duca il principato fu retto congiuntamente dai suoi sette figli maschi, prima che esso venisse suddiviso con un contratto di successione il 24 febbraio 1680:
- Federico (1646 – 1691), che ricevette il ducato di Sassonia-Gotha-Altenburg;
- Alberto (1648 – 1699) che ricevette il ducato di Sassonia-Coburgo;
- Bernardo I (1649 – 1706), che ricevette il ducato di Sassonia-Meiningen;
- Enrico (1650 – 1710), che ricevette il ducato di Sassonia-Römhild;
- Cristiano (1653 – 1707), che ricevette il ducato di Sassonia-Eisenberg;
- Ernesto, (1655 – 1715), che ricevette il ducato di Sassonia-Hildburghausen;
- Giovanni Ernesto (1658 – 1729), che ricevette il ducato di Sassonia-Coburgo-Saalfeld.

Le due femmine sopravvissute furono:
- Elisabetta Dorotea (1640 –1709), andata sposa a Luigi VI d'Assia-Darmstadt, Landgravio d'Assia-Darmstadt;
- Dorotea Maria (1654 – 1682).

## Ascendenza
|                                        |                              |                                   | Genitori                           |  |  | Nonni |  |  | Bisnonni                        |  |  | Trisnonni            |  |
|                                        |                              |                                   |                                    |  |  |       |  |  | Giovanni Federico I di Sassonia |  |  | Giovanni di Sassonia |  |
|                                        |                              |                                   |                                    |  |  |       |  |  | Giovanni Federico I di Sassonia |  |  | Giovanni di Sassonia |  |
|                                        |                              | Sofia di Mecleburgo-Schwerin      |                                    |  |  |       |  |  | Giovanni Federico I di Sassonia |  |  |                      |  |
| Giovanni Guglielmo di Sassonia-Weimar  |                              |                                   |                                    |  |  |       |  |  | Giovanni Federico I di Sassonia |  |  |                      |  |
|                                        |                              | Sibilla di Jülich-Kleve-Berg      | Giovanni III di Kleve              |  |  |       |  |  |                                 |  |  |                      |  |
|                                        |                              | Sibilla di Jülich-Kleve-Berg      | Giovanni III di Kleve              |  |  |       |  |  |                                 |  |  |                      |  |
|                                        |                              | Sibilla di Jülich-Kleve-Berg      | Maria di Jülich-Berg               |  |  |       |  |  |                                 |  |  |                      |  |
| Giovanni di Sassonia-Weimar            |                              | Sibilla di Jülich-Kleve-Berg      |                                    |  |  |       |  |  |                                 |  |  |                      |  |
|                                        |                              | Federico III del Palatinato       | Giovanni II del Palatinato-Simmern |  |  |       |  |  |                                 |  |  |                      |  |
|                                        |                              | Federico III del Palatinato       | Giovanni II del Palatinato-Simmern |  |  |       |  |  |                                 |  |  |                      |  |
|                                        |                              | Federico III del Palatinato       | Beatrice di Baden                  |  |  |       |  |  |                                 |  |  |                      |  |
| Dorotea Susanna di Wittelsbach-Simmern |                              | Federico III del Palatinato       |                                    |  |  |       |  |  |                                 |  |  |                      |  |
|                                        |                              | Maria di Brandeburgo-Bayreuth     | Casimiro di Brandeburgo-Bayreuth   |  |  |       |  |  |                                 |  |  |                      |  |
|                                        |                              | Maria di Brandeburgo-Bayreuth     | Casimiro di Brandeburgo-Bayreuth   |  |  |       |  |  |                                 |  |  |                      |  |
|                                        |                              | Maria di Brandeburgo-Bayreuth     | Susanna di Baviera                 |  |  |       |  |  |                                 |  |  |                      |  |
| Ernesto I di Sassonia-Gotha-Altenburg  |                              | Maria di Brandeburgo-Bayreuth     |                                    |  |  |       |  |  |                                 |  |  |                      |  |
|                                        | Giovanni IV di Anhalt-Zerbst | Ernesto di Anhalt-Zerbst          |                                    |  |  |       |  |  |                                 |  |  |                      |  |
|                                        | Giovanni IV di Anhalt-Zerbst | Ernesto di Anhalt-Zerbst          |                                    |  |  |       |  |  |                                 |  |  |                      |  |
|                                        | Giovanni IV di Anhalt-Zerbst | Margherita di Münsterberg         |                                    |  |  |       |  |  |                                 |  |  |                      |  |
| Gioacchino Ernesto di Anhalt           | Giovanni IV di Anhalt-Zerbst |                                   |                                    |  |  |       |  |  |                                 |  |  |                      |  |
|                                        |                              | Margherita di Brandeburgo         | Gioacchino I di Brandeburgo        |  |  |       |  |  |                                 |  |  |                      |  |
|                                        |                              | Margherita di Brandeburgo         | Gioacchino I di Brandeburgo        |  |  |       |  |  |                                 |  |  |                      |  |
|                                        |                              | Margherita di Brandeburgo         | Elisabetta di Danimarca            |  |  |       |  |  |                                 |  |  |                      |  |
| Dorotea Maria di Anhalt                |                              | Margherita di Brandeburgo         |                                    |  |  |       |  |  |                                 |  |  |                      |  |
|                                        |                              | Cristoforo di Württemberg         | Ulrico di Württemberg              |  |  |       |  |  |                                 |  |  |                      |  |
|                                        |                              | Cristoforo di Württemberg         | Ulrico di Württemberg              |  |  |       |  |  |                                 |  |  |                      |  |
|                                        |                              | Cristoforo di Württemberg         | Sabina di Baviera                  |  |  |       |  |  |                                 |  |  |                      |  |
| Eleonora di Württemberg                |                              | Cristoforo di Württemberg         |                                    |  |  |       |  |  |                                 |  |  |                      |  |
|                                        |                              | Anna Maria di Brandeburgo-Ansbach | Giorgio di Brandeburgo-Ansbach     |  |  |       |  |  |                                 |  |  |                      |  |
|                                        |                              | Anna Maria di Brandeburgo-Ansbach | Giorgio di Brandeburgo-Ansbach     |  |  |       |  |  |                                 |  |  |                      |  |
|                                        |                              | Anna Maria di Brandeburgo-Ansbach | Edvige di Münsterberg-Oels         |  |  |       |  |  |                                 |  |  |                      |  |
|                                        |                              | Anna Maria di Brandeburgo-Ansbach |                                    |  |  |       |  |  |                                 |  |  |                      |  |